# ستيريون بوشناني
ستيريون بوشناني (الاسم العلمي:Satyrium buchananii) هو نوع من النباتات يتبع جنس الستيريون من الفصيلة السحلبية.